# Claudius Mamertinus
Claudius Mamertinus war ein spätantiker römischer Politiker und ordentlicher Konsul im Jahr 362.

## Leben
Die genauen Lebensdaten von Claudius Mamertinus sind nicht bekannt. Ammianus Marcellinus erwähnt ihn erstmals, als er vom nachmaligen Kaiser Julian, damals noch Caesar (Unterkaiser), zum comes sacrarum largitionum ernannt wurde. Als solcher war er für die Finanzen zuständig und Mitglied im Staatsrat des Kaisers, dem consistorium.
Nach dem Tod von Julians Vorgänger Constantius II. 361 leistete die Stadt Aquileia zunächst Widerstand gegen den neuen Augustus Julian, da die Nachricht vom Tod des Kaisers noch nicht bis in die Stadt vorgedrungen war und man Julian für einen Usurpatoren hielt. Als die Nachricht schließlich doch angenommen wurde, wurde Mamertinus mit der Aufgabe betraut, die Schuldigen an dem Widerstand gegen Julian zu verurteilen. Er ließ sowohl den Anführer des Aufstands Nigrinus als auch zwei städtische Ratsherren enthaupten. Wenig später berief der neue Kaiser in Chalcedon einen Gerichtshof ein, auf dem diejenigen verurteilt werden sollten, die zuvor gegen ihn intrigiert hatten. Mit der Leitung der Verhandlungen wurde Saturninus Secundus Salutius betraut, Beisitzer waren neben Mamertinus die Heermeister Nevitta, Iovinus, Arbitio und Agilo.
Als Julian 361 alleinherrschender Kaiser wurde, ernannte er Claudius Mamertinus zum Prätoriumspräfekten (praefectus praetorio) von Illyrien. Seine Präfektur wurde bald auch auf Italien und Africa ausgedehnt. Die Präfektur für Illyrien wurde ihm zwischenzeitlich wieder genommen, denn im April 364 ist dort Sextus Petronius Probus als praefectus praetorio nachweisbar. Ende 364 bis 365 wird er jedoch wieder als praefectus praetorio Italiae, Africae et Illyrici genannt. Für das Jahr 362 ernannte ihn Julian gemeinsam mit Flavius Nevitta zum Konsul. Mamertinus hielt am 1. Januar des Jahres in Konstantinopel eine Lobrede (Panegyrikus) zum Neujahrstag auf Julian, die heute eine wichtige Quelle für das Leben Julians darstellt.
365 klagte Claudius Avitianus, ehemaliger Prokonsul von Africa, ihn wegen Unterschlagung von Staatsgeldern an. Mamertinus musste daraufhin seine Präfektur an Vulcacius Rufinus abgeben.

## Ausgaben
- Hans Gutzwiller: Die Neujahrsrede des Konsuls Claudius Mamertinus vor dem Kaiser Julian. Text, Übersetzung und Kommentar (= Basler Beiträge zur Geschichtswissenschaft. Band 10). Basel 1942.